# 飞越苏联
《飞越苏联》（英語：White Nights，又译《白夜逃亡》）是一部1985年美国音乐劇情片，由泰勒·哈克佛执导，米哈伊尔·巴里什尼科夫、格雷戈里·海因斯、傑拉丁·佩之、海倫·美蘭、耶日·斯科利莫夫斯基、伊莎貝拉·羅塞里尼主演。片名“White Nights”意指列宁格勒（今圣彼得堡）阳光灿烂的夏夜。该片的大部分场景均在位于北极圈以下纬度的地区拍摄。
该片因海因斯和巴里什尼科夫的舞蹈以及由莱昂纳尔·里奇在1986年演唱的奥斯卡获奖歌曲《说你，说我》，还有由菲爾·柯林斯和玛丽莲·马丁演唱，斯蒂芬·毕夏普作词的歌曲《分离的生活》（获得奥斯卡提名）而备受瞩目。该片是伊莎贝拉·罗塞里尼出演的首部国际电影，导演泰勒·哈克福德在拍摄期间结识了他未来的妻子海伦·米伦。

## 外部鏈接
- 美国电影学会目录上的《飞越苏联》（英文）
- Box Office Mojo上《飞越苏联》的資料（英文）
- 互联网电影数据库（IMDb）上《飞越苏联》的资料（英文）
- 爛番茄上《飞越苏联》的資料（英文）
- TCM电影资料库上《飞越苏联》的资料（英文）
- 豆瓣电影上《飞越苏联》的資料 （简体中文）